# Еґлон
Еґлон (сер XII ст. до н. е.) — цар Моаву. З перемінним успіхом вів війни з ізраїльськими племенами.

## Життєпис
Ймовірно був онуком царя Балака. Згадується в Книзі Суддів. В союзі з амалекітянами і аммонітянами завдав поразки ізраїльтянам, захопив Єрихон, що ймовірно був ключовим містом останніх, за цим підкорив решту ізраїльських племен. В Біблії сказано, що Еґлон панував над ізраїльськими племенами протягом 18 років. Ймовірно він став наймогутнішим царем в Ханаані та Зайорданії.
Зрештою внаслідок підступу був вбити ізраїльським суддею Егудом. Останній зміг спокійно повернутися до себе, після чого завдав поразки Моаву, від якого це царство вже не отямилося. Почався його занепад.
У літературі Мудреців Талмуда вказується, що нащадками Еґлон були Рут і Орфа.